# Ізотопний аналіз
Ізотопний аналіз — визначення частки конкретних ізотопів хімічного елементу в зразку. Ізотопний аналіз використовується в медицині, кліматології, археології, палеонтології тощо. 

## Методи мас-спектроскопії
Мас-спектрометри для визначення ізотопного складу повинні бути дуже точними. Для аналізу ізотопного складу легких елементів (вуглець, водень, кисень, сірка, азот і т. д.) використовується іонізація електронним ударом. В цьому випадку годяться всі методи введення газової фази, як і в органічних мас-спектрометрах (DELTAPlus, DELTAPlus XL і МАТ253).
Для аналізу ізотопів важчих елементів використовується термічна іонізація (TRITON TI) або іонізація в індуктивно-зв'язаній плазмі (NEPTUN, ELEMENT2). Практично у всіх типах ізотопних мас-спектрометрів використовуються магнітні мас-аналізатори.
Найважливішими технічними характеристиками мас-спектрометрів є чутливість, динамічний діапазон, роздільна здатність, швидкість сканування.